# Lifes Rich Pageant
Lifes Rich Pageant är ett album med den amerikanska rockgruppen R.E.M., utgivet 1986 som bandets fjärde fullängdsalbum. 
Albumet nådde plats 21 på albumlistan i USA och plats 43 i Storbritannien.

## Låtlista
Samtliga låtar skrivna av Bill Berry, Peter Buck, Mike Mills och Michael Stipe, där inget annat anges.
1. "Begin the Begin" – 3:28
2. "These Days" – 3:24
3. "Fall on Me" – 2:50
4. "Cuyahoga" – 4:19
5. "Hyena" – 2:50
6. "Underneath the Bunker" – 1:25
7. "The Flowers of Guatemala" – 3:55
8. "I Believe" – 3:49
9. "What If We Give It Away?" – 3:33
10. "Just a Touch" – 3:00
11. "Swan Swan H." – 2:42
12. "Superman" (Gary Zekley, Mitchell Bottler) – 2:52

Notera att låtordningen på albumets baksida är omkastad, troligen med flit, och har aldrig korrigerats. Den visar ordningen 1-5-10-8-2-7-4-9-3-11, med låtarna "Superman" och "Underneath the Bunker" utelämnade. Däremot är låtlistan på själva skivan och kassetten korrekt. På tidiga utgåvor av cd:n är spårnumret vid låten "Cuyahoga" på cdskivan "0R" istället för "04".